# Herbert Linden
Herbert Linden, né le 14 septembre 1899 à Constance et décédé par suicide le 27 avril 1945 à Berlin, était un médecin et un haut fonctionnaire homme d’État allemand au ministère du Reich à l'Intérieur. Il participe au programme Aktion T4.